# بیلی دی (بازیکن فوتبال)
بیلی دی (انگلیسی: Billy Day; ۲۷ دسامبر ۱۹۳۶ – ۲۱ ژانویه ۲۰۱۸ (aged 81)) بازیکن فوتبال اهل بریتانیا بود.
از باشگاه‌هایی که در آن بازی کرده‌است می‌توان به باشگاه فوتبال کمبریج یونایتد، باشگاه فوتبال میدلزبرو، باشگاه فوتبال نیوکاسل یونایتد، و باشگاه فوتبال پیتربورو یونایتد اشاره کرد.